# Kuennen Franceza
Kuennen Sydney Franceza Marabotto (Lima, 8 de marzo de 1951) es un ingeniero industrial, empresario y político peruano. Fue congresista de la república por Huánuco durante el periodo 2001-2006.

## Biografía
Kuennen Franceza nació el 8 de marzo de 1951, siendo hijo de Alejandro Franceza y de Rosa Marabotto.
Estudió en la Universidad Nacional Federico Villarreal, donde se graduó de ingeniero industrial, y también estudió en la Escuela de Molineria de Cremona en Italia, graduándose de máster en Ingeniería Molinera. Ha realizado cursos internacionales en Estados Unidos y Canadá.
Es propietario de la Molinera Kuennen y Duanne S.A, donde es director y presidente. Como empresario desempeñó los cargos de asesor en el Diseño de Instalaciones de Plantas Industriales, miembro de la Sociedad Nacional de Industrias, director de la Asociación de Exportadores (ADEX) y de la Sociedad de Industrias de la Amazonia.
Fue también conferencista en diversas universidades del Perú sobre el desarrollo económico y problemática industrial.

## Carrera política

### Congresista de la República
Es militante del Partido Popular Cristiano y participó en las elecciones del año 2001 como candidato al Congreso de la República por Unidad Nacional, coalición política liderada por Lourdes Flores Nano. Kuennen Franceza postuló por la circunscripción de Huánuco y fue elegido con 23,347 votos, siendo juramentado para el periodo parlamentario 2001-2006.
Como congresista fue presidente de la Comisión de Pesquería en el lapso 2001-2002 y miembro de diversas comisiones parlamentarias, entre ella la Comisión Investigadora encargada de analizar los delitos económicos del gobierno de Alberto Fujimori. Fue también presidente de la Liga Parlamentaria Perú – Italia y vicepresidente de la Comisión de Economía.
En 2008 dejó la militancia del PPC y al año siguiente pasó a formar parte de Orden, partido político de Ántero Flores-Aráoz. Actualmente desde el 2023 está afiliado nuevamente al Partido Popular Cristiano.

## Controversias

### Vínculos con el fujimorismo
Durante su candidatura al Congreso de la República, Kuennen Franceza ha sido cuestionado debido a sus vínculos con el fujimorismo. En febrero del 2001, el diario La República reveló imágenes de Franceza cuando éste era dirigente de Vamos Vecino, agrupación política con el cual el fujimorismo participaba en los comicios municipales. Además, se reveló vínculos de sus empresas con los hermanos Venero, quienes fueron testaferros de Vladimiro Montesinos.

### Ley Wolfenson
En el año 2005, Kuennen Franceza presentó un proyecto de ley que convalidaba la detención domiciliaria por prisión efectiva. Ante esto el excongresista fujimorista Moisés Wolfenson y su hermano Alex Wolfenson, ambos denunciados por ser partícipes de los “diarios chicha” del fujimorismo, se acogieron a la ley presentada por Franceza y lograron su excarcelación. Tras la polémica, Franceza defendió su proyecto de ley y manifestó de no tener vínculos con los hermanos Wolfenson a pesar de sus anteriores vínculos con el fujimorismo.